# کینگا روشین
کینگا یودیتا روشین-لیس (لهستانی: Kinga Judyta Rusin-Lis؛ ‏ زادهٔ ۹ مارس ۱۹۷۱) روزنامه‌نگار و مجری مشهور تلویزیونی در شبکهٔ تی‌وی‌ان اهل لهستان است.
او دانش‌آموختهٔ رشتهٔ زبان ایتالیایی در دانشگاه ورشو و نوهٔ دانوتا رین است و مدتی به‌عنوان روزنامه‌نگار در ایالات متحده آمریکا کار کرد. او تاکنون دو کتاب تألیف و منتشر کرده است.